# Манхаймско художествено дружество
Манхаймското художествено дружество (на немски: Mannheimer Kunstverein) e сред най-старите дружества за подпомагане на изкуството в Германия. Основано е през 1833 г.
Разполага със собствена сграда недалеч от централната част на гр. Манхайм, в която целогодишно се провеждат самостоятелни и групови изложби. Изложбите обикновено са придружени от издаден за целта каталог.
Дружеството се финансира както от собствени средства (членски внос, дарения), така и от субсидии от общината и провинцията Баден-Вюртемберг.
Дългогодишен директор на дружеството и куратор на изложбите е Мартин Щатер.